# أبجدية مناهج تقييم الكلام الصوتية
أبجديةُ مناهجِ تقييمِ الكلامِ الصوتيةُ أو الأبجدية الصوتية لمناهج تقييم الكلام (SAMPA، وتلفظ [[مساعدة:أصد للإنجليزية|/ˈsæmpə/]]) مجموعة حروف ورموز متاحة بالحاسوب، مستوحاة من الأبجدية الصوتية الدولية، كي تكون مستعملة لغرض كرشنة أصوات البشر. كل تلك الرموز من الرموز المعيارية الأمريكية لتبادل المعلومات.

## رموز
| أبجدية مناهج… | أبجدية مناهج… | الأبجدية الصوتية الدولية | الأبجدية الصوتية الدولية | يونيكود | يونيكود | شرح وتمثل                                     |
| --- | ------------- | ------------------------ | ------------------------ | ------- | ------- | --------------------------------------------- |
| رمز | عد            |                          |                          | 16ي     | 10ي     |                                               |
| A | 65            | ɑ                        | ألفا لاتينية             | 0251    | 593     | العربية طويل [tˤɑˈwiːl]                       |
| { | 123           | æ                        | آ-إي مربوطة              | 00E6    | 230     |                                               |
| 6 | 54            | ɐ                        | آ مقلوبة                 | 0250    | 592     |                                               |
| Q | 81            | ɒ                        | ألفا لاتينية مقلوبة      | 0252    | 594     |                                               |
| E | 69            | ɛ                        | ابسيلون                  | 025B    | 603     |                                               |
| @ | 64            | ə                        | إيه مقلوبة               | 0259    | 601     |                                               |
| 3 | 51            | ɜ                        | ابسيلون معكوسة           | 025C    | 604     | اردو [vɑːzɛh] واضِح                            |
| I | 73            | ɪ                        | إي كُبَيْبِرَةٌ                | 026A    | 618     |                                               |
| O | 79            | ɔ                        | كي مقلوبة                | 0254    | 596     | اردو [tavajːɔh] توجہ                          |
| 2 | 50            | ø                        | أوه بمائل                | 00F8    | 248     |                                               |
| 9 | 57            | œ                        | أوه-إي مربوطة            | 0153    | 339     |                                               |
| & | 38            | ɶ                        | أوه-إي كبيبرة مربوطة     | 0276    | 630     |                                               |
| U | 85            | ʊ                        | أُبسيلون لاتينية          | 028A    | 650     |                                               |
| } | 125           | ʉ                        | أُو مشروطة                | 0289    | 649     | أمازيغية وسط المغرب لايگور [lːæjˈɡːʉɾ] "يذهب" |
| V | 86            | ʌ                        | وي مقلوبة                | 028C    | 652     |                                               |
| Y | 89            | ʏ                        | إبسيلون                  | 028F    | 655     |                                               |
| B | 66            | β                        | بيتا                     | 03B2    | 946     |                                               |
| C | 67            | ç                        | كي بسديلة                | 00E7    | 231     |                                               |
| D | 68            | ð                        | إذ                       | 00F0    | 240     |                                               |
| G | 71            | ɣ                        | غاما                     | 0263    | 611     |                                               |
| L | 76            | ʎ                        | إبسيلون                  | 028E    | 654     |                                               |
| J | 74            | ɲ                        | ان بذيل أيسر             | 0272    | 626     |                                               |
| N | 78            | ŋ                        | إنغ                      | 014B    | 331     |                                               |
| R | 82            | ʁ                        | إر كبيبرة مقلوبة         | 0281    | 641     |                                               |
| S | 83            | ʃ                        | إش                       | 0283    | 643     |                                               |
| T | 84            | θ                        | ثيتا                     | 03B8    | 952     |                                               |
| H | 72            | ɥ                        | ها مقلوبة                | 0265    | 613     |                                               |
| Z | 90            | ʒ                        | إج                       | 0292    | 658     |                                               |
| ? | 63            | ʔ                        | ? مهمَلة                  | 0294    | 660     |                                               |
| : | 58            | ː                        | علامة طول                | 02D0    | 720     | علامة مد                                      |
| " | 34            | ˈ                        | شرطة عمودية              | 02C8    | 712     | نبر أولي                                      |
| % | 37            | ˌ                        | شرطة عمودية سفلية        | 02CC    | 716     | نبر ثانوي                                     |
| ` | 96            |                          | (1)                      |         |         | نبرة صاعدة                                    |
| ' | 39            |                          | (1)                      |         |         | نبرة هابطة                                    |
| 1 اتخذت علامة-نبر أبجدية مناهج تقييم الكلام الصوتية من الأبجدية الصوتية الدولية وبنيت عليها شكلها، الذي كانت عليه حتى عام 1990. عامئذ، تغيرت في الأبجدية الصوتية الدولية علامتا النبرتين الصاعدة والهابطة. لذلك، فقد تصير علامتا-نبر أبجدية مناهج تقييم الكلام الصوتية هتان غير متداولتين؛ مع اقتراح علامات لحنية جديدة لنفس المأربة في أبجدية مناهج تقييم الكلام اللحنية. ---------------------------------مسودة------------------------------------------------ -------------------------------------------------------------------------------------- أبجدية الرموز تعريف مناهج المعيارية تقييم الأمريكية الكلام لتبادل اللحنية المعلومات نغمة محلية H 72 طبقة صوت عالية L 76 طبقة صوت سافلة T 84 طبقة صوت عليا B 66 طبقة صوت سفلى M 77 طبقة صوت وسطى + 43 طبقة صوت أعلى ++ 43 43 طبقة صوت أعلى بشدة +- 43 45 أوج (↑↓) - 45 طبقة صوت أسفل -- 45 45 طبقة صوت أسفل بشدة -+ 45 43 جوف (↓↑) ^ 94 رافع ^^ 94 94 رافع واسع ! 33 خافض !! 33 33 خافض واسع = أو > أو S 61 62 أو 83 نغمة ذاتها أو مستوى نغمة عالمية: من سجل النغمات المحلية والنووية نغمة نهائية: من سجل النغمات المحلية والنووية نغمة نووية: - 45 مستوى النغم (قبل حد مجموعة نغمات) ' أو / أو R 39 47 أو 82 نغمة صاعدة ` أو \ أو F 96 92 أو 70 نغمة هابطة `' (…) 96 39 (…) هبوط-صعود '` (…) 39 96 (…) صعود-هبوط طول : 58 علامة طول قطعة نبر " 34 نبر أولي % 37 نبر ثانوي وقف ... 46 46 46 سكوت حد $ 36 حد مقطع من المقاطق # 35 حد كلمة \| 124 حد مجموعة نغمات (بلا جهة) [ 91 حد مجموعة نغمات (يسار) ] 93 حد مجموعة نغمات (يمين) ميتاسمبول - 45 فاصل (قد يعوض بالخط التحتاني،_، لتمييزه عن علامة مستوى النغم) * 42 رابط -------------------------------------------------------------------------------------- (اعلم أن ما تسمى "النغمة النووية" هي العنصر الأهم في التنغيم والتغير الرئيس في طبقة الصوت) |               |                          |                          |         |         |                                               |
| |               |                          |                          |         |         |                                               |
| =n | 60            | ̩                         | شرطة سفلية               | 0329    | 809     | (2)                                           |
| O~ | 126           | ̃                         | تلدة علوية               | 0303    | 771     | غنة                                           |
| 2 حينما وضعت أبجدية مناهج تقييم الكلام الصوتية، كان مفترضا أن تسبق الشكلة المقطعية الحرف الأساس. فيم بعد، قررت إسو ويونيكود وجوب كتابة كل الشكلات بعد الحرف الأساس، فسوف يصير هذا المبدأ مطبقا في المستقبل. |               |                          |                          |         |         |                                               |

تألفت أبجدية مناهج تقييم الكلام الصوتية برسم رموز الأبجدية الصوتية الدولية في الرموز المعيارية الأمريكية لتبادل المعلومات، من الصف الثالث والثلاثين إلى الصف السابع والعشرين بعد المئة. كل تلك الرموز الرسومية قابلة للطباعة.
اليوم، رموز أبجدية مناهج تقييم الكلام الصوتية موضوعة كي تشمل أصوات تسع وعشرين لغة، رسميا:
| - العربية - البوسنية - البلغارية - الكانتونية - الكرواتية - التشيكية - الدنماركية - الهولندية - الإنجليزية - الإستونية | - الفرنسية - الألمانية - اليونانية - العبرية - المجرية - الإيطالية - النرويجية - البولندية - البرتغالية - الرومانية | - الروسية - الأسكتلندية - الصربية - السلوفاكية - السلوفينية - الإسبانية - السويدية - التايلندية - التركية |

## شواهد
- ثلوال، روبن (1990)، "Illustrations of the IPA: Arabic"، Journal of the International Phonetic Association، ج. 20، ص. 37–41

- عبد المسيح، إرنست ت. (1971). A Reference Grammar of Tamazight. Ann Arbor: University of Michigan.

## وصلات خارجية
- أبو ذر محمد وقاص. Various ASCII transliterations of IPA
- تحويل رموز أبجدية مناهج تقييم الكلام الصوتية إلى رموز الأبجدية الصوتية الدولية
- Urdu Letters to IPA and IPA to SAMPA الحروف الأردية بالأبجديتين الصوتيتين
- C[ook] Vivian. The Sound System of Language